# Administrativní dělení Salvadoru

14 departementů Salvadoru

Salvador je unitární stát, který se skládá ze 14 departementů. Těchto 14 územních celků se dál dělí na 262 obcí (municipios).
|    | Departement  | Hlavní město         | Rozloha (km²) | Populace (sčítání lidu 2007) | Populace (sčítání lidu 2024) |
| -- | ------------ | -------------------- | ------------- | ---------------------------- | ---------------------------- |
| 1  | Ahuachapán   | Ahuachapán           | 1 240         | 319 503                      | 348 880                      |
| 2  | Cabañas      | Sensuntepeque        | 1 104         | 149 326                      | 143 049                      |
| 3  | Chalatenango | Chalatenango         | 2 017         | 192 788                      | 185 930                      |
| 4  | Cuscatlán    | Cojutepeque          | 756           | 231 480                      | 244 901                      |
| 5  | La Paz       | Zacatecoluca         | 1 224         | 308 087                      | 318 374                      |
| 6  | La Libertad  | Santa Tecla          | 1 653         | 660 652                      | 765 879                      |
| 7  | La Unión     | La Unión             | 2 074         | 238 217                      | 224 375                      |
| 8  | Morazán      | San Francisco Gotera | 1 447         | 174 406                      | 169 784                      |
| 9  | San Miguel   | San Miguel           | 2 077         | 434 003                      | 447 634                      |
| 10 | San Salvador | San Salvador         | 886           | 1 567 156                    | 1 563 371                    |
| 11 | San Vicente  | San Vicente          | 1 184         | 161 645                      | 161 857                      |
| 12 | Santa Ana    | Santa Ana            | 2 023         | 523 655                      | 552 938                      |
| 13 | Sonsonate    | Sonsonate            | 1 226         | 438 960                      | 470 455                      |
| 14 | Usulután     | Usulután             | 2 130         | 344 235                      | 325 494                      |
|    | Salvador     |                      | 21 040        | 5 744 113                    | 6 029 976                    |